# Hikari Mitsushima
Hikari Mitsushima (jap. 満島ひかり Mitsushima Hikari; ur. 30 listopada 1985 w Okinawie) – japońska aktorka filmowa i telewizyjna.

## Filmografia

### TV Drama
- 2005: Ultraman Max jako Elly
- 2006: Dandori musume
- 2006: Beni no monshō
- 2007: Burokkorii
- 2007: Kaette kita jikō keisatsu
- 2007: Kamen Rider Den-O
- 2007: Kekkon sagishi (2007)
- 2008: Shakin kanojo
- 2008: Hitomi
- 2008: MAKE THE LAST WISH
- 2009: Uramiya honpo reboot
- 2009: Irys (dubbing, Kim So-yeon)
- 2010: Bloody Monday jako Spider (Lisa Kurano)
- 2010: Tsuki no koibito ~Moon Lovers~
- 2010: Moteki
- 2010: Dazai Osamu tanpen shōsetsu shū 3
- 2011: Sayonara bokutachi no yōchien
- 2011: Ohisama
- 2011: Soredemo, ikite yuku jako Futaba Toyama
- 2012: Kaitakushatachi jako Abe Hatsu
- 2013: Woman
- 2014:  Wakamono tachi
- 2014: Gomen ne seishun! jako Risa Hachiya
- 2015: Dokonjō Gaeru jako Pyonkichi (głos)
- 2016: Totto TV jako Tetsuko Kuroyanagi
- 2016: Kidnap Tour
- 2017: Quartet jako Suzume Sebuki

### Filmy
- 1997: Mosura 2 jako Shiori Uchiura
- 2006: Death Note: Notatnik śmierci jako Sayu Yagami
- 2006: Death Note: Ostatnie imię jako Sayu Yagami
- 2007: Exte: Hair Extensions
- 2008: Shaolin Girl
- 2009: Pride
- 2009: Ai no mukidashi jako Yōko Ozawa
- 2009: Chanto tsutaeru
- 2009: Kuhio taisa jako Haru Yasuoka
- 2010: Shokudō katatsumuri jako Midori
- 2010: Kakera jako Haru Kitagawa
- 2010: Kawa no soko kara konnichiwa jako Sawako Kimura
- 2010: Akunin jako Yoshino Ishibashi
- 2011: Koszmary jako Kiriko
- 2011: Harakiri: Śmierć samuraja jako Miho
- 2011: Smuggler jako Chiharu Tanuma
- 2012: Kita no kanariatachi jako Manami Toda
- 2013: Natsu no owari jako Tomoko
- 2014: Hello! Jun’ichi jako Anna
- 2015: Kakekomi onna to kakedashi otoko jako Ogin
- 2016: One Piece Film: Gold jako Karina (głos)
- 2017: Gukoroku jako Mitsuko
- 2017: Umibe no Sei to Shi jako Miho Shimao
- 2017: Mary to majo no hana jako czerwonowłosa czarownica (głos)